# كأس العالم لكرة السلة للسيدات 1998
كأس العالم لكرة السلة للنساء 1998 (بالألمانية: Basketball-Weltmeisterschaft der Damen 1998)‏ هو موسم من كأس العالم لكرة السلة للنساء. أقيم خلال الفترة 26 مايو 1998 وحتى 7 يونيو 1998، وشارك فيه  16 فريقاً، وفاز فيه منتخب الولايات المتحدة الوطني لكرة السلة للنساء.